# カソリック・エデュケイション
『カソリック・エデュケイション』（A Catholic Education）は、イギリスのオルタナティヴ・ロック・バンド、ティーンエイジ・ファンクラブが1990年に発表した初のスタジオ・アルバム。

## 解説
本アルバムはイギリスの音楽雑誌や批評家達からは高い評価を得ている。
後の彼らの作品群とは対照的に、重苦しくシニカルなサウンドで音質も悪く、ヘヴィメタルや同時期に流行したグランジからの影響が根強い。
また、アルバム中の二曲のタイトルトラックはカトリック教会を直接的に批判しており、社会風刺を行わないその他のバンドとは一線を画すものとなっていた。
シングルカットされた「エヴリシング・フロウズ」は全体的なアルバムの雰囲気に似つかわないメロディアスなパワー・ポップソングで、後の彼らの音楽性への標となった。
また、後に二枚のベストアルバム、ディープ・フレンド・ファンクラブ(1995年)およびヒット大全集(2003年)に収録された。

## 収録曲
1. ヘヴィ・メタル - "Heavy Metal" (レイモンド) - 2:14
2. エヴリシング・フロウズ - "Everything Flows" (ノーマン) - 5:12
3. カソリック・エデュケイション - "Catholic Education" (ノーマン) - 2:34
4. トゥー・インヴォルヴド - "Too Involved" (ノーマン/レイモンド) - 2:38
5. ドント・ニード・ア・ドラム - "Don't Need a Drum" (ノーマン/レイモンド) - 3:18
6. クリティカル・マス - "Critical Mass" (ノーマン) - 2:48
7. ヘヴィ・メタルⅡ - "Heavy Metal Ⅱ" (ノーマン/レイモンド) - 7:21
8. カソリック・エデュケイションⅡ - "Catholic Education Ⅱ" (ノーマン) - 3:01
9. エターナル・ライト - "Eternal Light" (ノーマン) - 4:11
10. エヴリー・ピクチャー・アイ・ペイント - "Every Picture I Paint" (ノーマン/レイモンド) - 3:23
11. エヴリバディーズ・フール - "Everybody's Fool" (ノーマン/ジェラード/レイモンド) - 2:54

## 参加ミュージシャン
- ノーマン・ブレイク - ボーカル、ギター
- レイモンド・マッギンリー - ボーカル、ギター
- ジェラード・ラヴ - ボーカル、ベース
- ブレンダン・オヘア - ドラムス
- フランシス・マクドナルド - ドラムス